# Ward Cunningham
Howard G. Cunningham, cunoscut mai ales ca Ward Cunningham, (născut la 26 mai 1949) este un programator de computere american, care a creat și a dezvoltat primul program de tip wiki.
Pionier de necontestat în atât design patterns cât și în Extreme Programming, Cunningham a început programarea software-ului WikiWikiWeb în 1994 și l-a instalat pe website-ul firmei sale de consultanță Cunningham & Cunningham (cunoscută mai ales prin numele său de domeniu, c2.com) în 25 martie 1995, ca o aplicație de tipul add-on al Portland Pattern Repository.
Autor al unei cărți despre aplicațiile de tip wiki, The Wiki Way, și inventator al Framework for Integrated Tests, Howard Cunningham locuiește în Beaverton, Oregon și este CTO (Chief Technology Officer, adică Șeful departamentului tehnologic) al companiei AboutUs.

## Viață profesională
Howard G. "Ward" Cunningham a primit titlul de Bachelor în electronică și calculatoare, iar masteratul în calculatoare de la Universitatea Purdue. Este fondatorul firmei Cunningham & Cunningham, Inc. A fost director de cercetare și dezvoltare la Wyatt Software și inginer principal la laboratorul de cercetare calculatoare Tektronix. Este fondatorul 
Hillside Group și a fost șeful programului conferinței cu titlul "Pattern Languages of Programming". Cunningham a fost parte din comunitatea limbajului Smalltalk. Din decembrie 2003 până în octombrie 2005 a lucrat la Microsoft in grupul "patterns & practices". Din octombrie 2005 până în mai 2007, a avut postul de director la fundația Eclipse (Committer Community Development). În mai 2007 a devenit director-șef pentru tehnologie la firma AboutUs.

## Idei și invenții
Cunningham este bine cunoscut pentru câteva idei larg răspândite, pe care le-a gândit și dezvoltat. Printre ele, cele mai faimoase sunt wiki (numită după WikiWikiWeb), și multe șabloane în domeniul șabloanelor de programare, inclusiv colecția de șabloane și stiluri care au fost mai târziu numite "Extreme Programming" sau "XP.
Într-un interviu din 2006 cu internetnews.com Cunningham a admis că s-a gândit să breveteze conceptul Wiki atunci când l-a creat întâia dată.

### Patterns și Extreme Programming
Cunningham este de asemenea bine cunoscut pentru aportul său la dezvoltarea programării orientate pe obiect: în particular, folosirea limbajelor "pattern" și a cartelelor Clasă-Funcție-Colaborare (alături de Kent Beck). El este un contributor important la Extreme Programming, o metodă de scriere software. O mare parte a muncii sale a fost făcută pe primul site wiki însuși, care este cea mai simplă bază de date online care funcționează.